# Ruhrschleuse Mülheim
Die Ruhrschleuse Mülheim ist die erste einer Reihe von Ruhrschleusen, die bis 1780 zur Förderung der Ruhrschifffahrt errichtet wurden. Bis in die 1920er Jahre war die Schleuse die unterste der Ruhr. Schiffe überwinden über diese Schleuse das Kahlenbergwehr und Broicher Schlagd.

## Geschichte

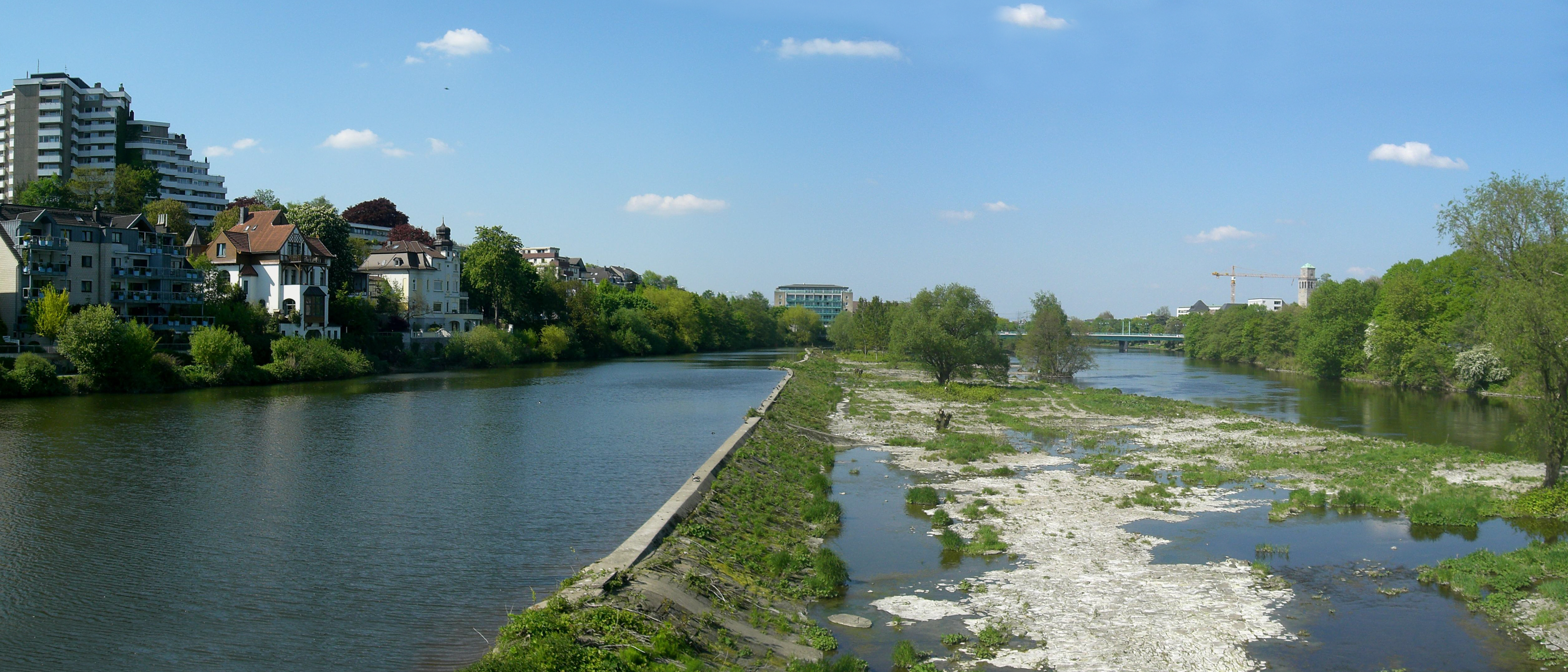
Broicher Schlagd

Preußen ließ in den Jahren 1843 bis 1845 an der heutigen Stelle die Schleuse neu errichten. Diese ist noch heute in Betrieb. Sie ersetzte eine ältere Schleuse mit zu hohen Drempeln und der insgesamt problematischen Lage im oft versandeten Unterwasser der Broicher Schlagd, einem Wehr. Diese erste Schleuse war in den Jahren 1779 und 1780 dort erbaut worden, wo sich heute das Wasserkraftwerk Kahlenberg der RWW befindet. 1927 wurde eine Anpassung der neuen Schleuse erforderlich, als die bisherige Kahlenberger Schlagd, etwa tausend Meter flussaufwärts am oberen Ende der Schleuseninsel gelegen, durch ein regelbares Wehr ersetzt und das Oberwasser um 60 cm anstieg. Die Mülheimer Schleuse ist die einzige dieser Art an der Ruhr, mit der gleichzeitig zwei Wehre überwunden werden (Kahlenberger Wehr und Broicher Schlagd).
Nachdem das Wehr 1987 unter Denkmalschutz gestellt worden war, fand 1993/1994 eine Sanierung statt.

## Lage
Die Ruhrschleuse Mülheim befindet sich auf der Schleuseninsel zusammen mit dem Wasserbahnhof, dem Wasserkraftwerk Kahlenberg und dem Haus Ruhrnatur.

## Technische Daten
Da der Höhenunterschied zweier Wehre ausgeglichen werden muss, ist auch der Schifffahrtskanal im Oberwasser ungewöhnlich lang. Die Schleuse selbst ist bei 5,64 Metern Breite 63,42 Meter lang und überwindet einen Unterschied zwischen Ober- und Unterwasser von 4,95 Meter. Am Kahlenberger Wehr, an der Broicher Schlagd und im Kraftwerk befindet sich jeweils ein Fischpass.